# Wai Mili
Wai Mili is een bestuurslaag in het regentschap Lampung Timur van de provincie Lampung, Indonesië. Wai Mili telt 2502 inwoners (volkstelling 2010).